# トミー・オアー
トーマス・マイケル・"トミー"・オアー（Thomas Michael "Tommy" Oar, 1991年12月10日 - ）は、オーストラリア・ゴールドコースト市サウスポート出身の元同国代表サッカー選手。現役時代のポジションはミッドフィールダー、フォワード。
トミー・オールと表記されることもある。

## 経歴

### クラブ
2008年からブリスベン・ロアーFCでプロキャリアをスタートさせた。2010年3月にAリーグの若手最優秀選手賞を受賞。同年4月2日、チームメイトのアダム・サロタ、マイケル・ズロと共にオランダのFCユトレヒトへ移籍した。7月15日、UEFAヨーロッパリーグ 2010-11のKFティラナ戦で初出場。2014-15シーズンには7アシストを記録した。2015年6月限りでユトレヒトとの契約を満了。
オアーの父方の祖父母はイベリア半島北部のバスク地方出身である。2015年夏にはオアーの代理人がアスレティック・ビルバオに契約を持ちかけたが、バスク人としての血筋よりもバスク地方で育ったことを重視するアスレティックはこの申し出を断った。2015年8月、イプスウィッチ・タウンFCと契約した。
2016年2月29日、古巣であるブリスベン・ロアーに復帰し、2年半の契約を交わした。
2017-18シーズンより、キプロス・ファーストディビジョンのAPOELニコシアに35万ユーロの移籍金で加入した。
2018-19シーズンにセントラル・コースト・マリナーズFCに移籍。
2020年1月に2020-21シーズンからAリーグに参加するマッカーサーFCの初契約選手となった。
2022年7月、現役引退を表明した。

### 代表
U-20オーストラリア代表として2009 FIFA U-20ワールドカップ、2011 FIFA U-20ワールドカップに出場。
2010年3月3日、オーストラリア代表としてインドネシア代表戦で国際Aマッチ初出場。2013年6月4日、2014 FIFAワールドカップ・アジア4次予選の日本戦で代表初得点を挙げた。

## 代表歴

### 出場大会
- U-20オーストラリア代表
- オーストラリア代表
  - 2011年 - AFCアジアカップ2011（準優勝）
  - 2014年 - 2014 FIFAワールドカップ（グループリーグ敗退）
  - 2015年 - AFCアジアカップ2015（優勝）

### 試合数
- 国際Aマッチ 28試合 2得点（2010年-2015年）[10]

| オーストラリア代表 | 国際Aマッチ | 国際Aマッチ |
| 年                 | 出場        | 得点        |
| ------------------ | ----------- | ----------- |
| 2010               | 3           | 0           |
| 2011               | 1           | 0           |
| 2012               | 2           | 0           |
| 2013               | 6           | 1           |
| 2014               | 9           | 0           |
| 2015               | 7           | 1           |
| 通算               | 28          | 2           |

## タイトル

### 代表
オーストラリア U-20
- AFF U-19ユース選手権 : 2008

オーストラリア
- AFCアジアカップ : 2015

### 個人
- Aリーグ若手最優秀選手賞 : 2009-10
- Aリーグ・ベストイレブン : 2009-10
- U-20年間最優秀選手 : 2010